# Błagowieszczenka
Błagowieszczenka (ros. Благовещенка) – osiedle typu miejskiego w Rosji, w Kraju Ałtajskim, siedziba administracyjna rejonu błagowieszczeńskiego. 
Miejscowość położona jest ok. 275 km od Barnaułu.